# Controinformazione
Per controinformazione, in genere si intende la diffusione, attraverso i mezzi di comunicazione alternativi, di informazioni che si ritengono taciute o riportate in modo parziale e non obiettivo dagli organi di informazione ufficiali.

## Definizione

1977: negli anni settanta la controinformazione spesso era fatta dai militanti distribuendo stampa alternativa durante le manifestazioni.

Il termine viene utilizzato in Italia a partire dagli anni settanta - soprattutto in riferimento alla controcultura della contestazione giovanile del Nord America ed Europa negli anni sessanta e anni settanta - ed è stato in seguito sostituito da altre espressioni quali informazione alternativa, mediattivismo ecc.
In genere, chi presenta la propria opera come "controinformazione" implica che i media di un certo paese (o altro ambito sociale e culturale) siano, in parte o totalmente, asserviti a interessi politici o economici e quindi non siano in grado di rappresentare oggettivamente la realtà dei fatti; in questo senso la controinformazione è in genere associata a una denuncia di censure e di limiti alla libertà d'informazione. Il termine disinformazione viene talvolta usato per enfatizzare l'idea che i mass media convenzionali facciano propaganda e che quindi l'informazione da essi fornita debba essere smantellata (dis-informando il pubblico per poterlo poi contro-informare).
Nel mondo occidentale, molte fonti che si autodefiniscono portatrici di "controinformazione" (o di "informazione alternativa") implicano che l'informazione sia asservita ai grandi poteri economici (ancora prima che a quelli politici). In questo caso la controinformazione può essere intesa come uno dei mezzi della contestazione no global.
Chi si propone di fare controinformazione non necessariamente presuppone la "corruzione" dei media convenzionali, ma può semplicemente ritenersi detentore di una visione "corretta" della società, della politica o della storia, ignota ai più o osteggiata (per vari motivi) dalla cultura dominante. A tale categoria fanno riferimento anche i fautori di numerose teorie del complotto.
Per questo motivo a volte si ritiene che anche i siti di controinformazione siano condizionati e non presentino fatti oggettivi ma interpretazioni anche fallaci. Dalla sua diffusione, Internet rappresenta uno dei media più facilmente accessibili a coloro che si propongono di "fare controinformazione".
Nel panorama italiano uno dei fenomeni di controinformazione di maggiore risonanza è rappresentato dalle iniziative di Beppe Grillo, il cui blog è uno dei più noti internazionalmente, frequentemente citato anche da testate giornalistiche.

## Forme di comunicazione

### Giornali
Alcuni giornali sono stati fondati tra la fine degli anni sessanta e gli anni settanta. In Italia la controinformazione emerge soprattutto dopo la strage di Piazza Fontana per condannare un attentato che sembrava essere pianificato dall'estrema destra.
Nel 1969 nasceva il quotidiano Lotta Continua, nel 1971 vedeva la luce Il Manifesto, mentre nel 1974 La Repubblica (quotidiano) ed il Quotidiano dei lavoratori. 
effe, nato nel 1973, era, invece, una settimanale che si occupava di controinformazione al femminile gestito da collettivi femministi ed edito prima dall'Editore Dedalo e poi dalla Cooperativa Effe.
Nel 1984 La Repubblica in un articolo di Mino Fuccillo scriveva:
Forse un giorno i giudici ci diranno chi è stato. Ma oggi subito, la gente vuole sapere perché. E la prima risposta è dura: in Italia c’ è un partito della strage che non è mai stato fermato, che non ha mai smesso di lavorare. Non si può dire che non sia mai stato scoperto perché molte cose si sanno di lui e fin troppe sono le tracce che ha lasciato in 15 anni.

### Radio
Negli anni settanta nascono le radio libere, piccole radio con trasmissione locale che facevano controinformazione specialmente su tematiche territoriali. Tra queste vi furono Radio Aut di Peppino Impastato che in provincia di Palermo affrontava il problema della mafia; Radio Alice che aveva sede in via del Pratello a Bologna e gestita da studenti di area libertaria e di Autonomia Operaia che spesso dava spazio liberamente ad interventi in radio di tipo culturale, artistico, oltre che politico. Fu la prima radio in Italia ad essere chiusa in diretta con irruzione della Polizia che ne distrusse tutti gli strumenti. Radio Città Futura nacque a Roma con orientamento politico di sinistra e raggiunse in breve tempo alti ascolti anche grazie alle dirette da cortei e manifestazioni. Nel 1979 subì un attacco dei Nar che entrarono nella sede della radio durante la trasmissione femminista Radio Donna sparando colpi di mitra e ferendo gravemente cinque donne. Controradio nasce a Firenze da militanti vicini all'area di Autonomia Operaia. Fu la seconda in Italia a subire la chiusura da parte della Polizia ed una delle poche ancora attive.

### Web
Un ritorno della controinformazione lo si ha in Italia negli anni novanta grazie al Movimento no-global, un movimento eterogeneo di sensibilità politiche che convergevano nel rifiuto del modello economico neoliberista. Independent Media Center o Indymedia è una rete di mezzi di comunicazione autogestita nata con l'obiettivo di supportare le manifestazioni di protesta a Seattle contro l'Organizzazione mondiale del commercio. In Italia seguì le manifestazioni contro il G8 di Genova del 2001 documentandolo con numerosi video. Il motto di Indymedia è: Non odiare i media, diventa i media.

### Altre forme
Tano D'Amico è un fotografo che ha seguito da vicino le proteste degli anni '70 documentando con fotografie in bianco e nero il ruolo marginale della donna nella società e nella politica per dimostrare come nulla fosse ancora cambiato.
Dario Fo è stato un attore, regista e drammaturgo che si è opposto alla strategia della tensione. Nel 1970 porta a teatro la commedia Morte accidentale di un anarchico che ispirandosi a fatti avvenuti negli Stati Uniti degli anni '20, volle sostenere l'ipotesi dell'omicidio di Giuseppe Pinelli, ufficialmente caduto da una finestra del Commissariato di Milano, nei giorni successivi alla Strage di piazza Fontana. Dario Fo in una intervista del 2015 dichiara:
Negli anni ’70 in Italia saltavano in aria treni e stazioni ma non ci arrendemmo alla paura, se lo avessimo fatto, se ci fossimo chiusi in casa, se avessimo sospeso gli spettacoli, avrebbe vinto la strategia della tensione. Adesso bisogna fare lo stesso.
Claudio Lolli è stato un cantautore impegnato politicamente. Numerosi suoi brani hanno come tema le tensioni politico-sociali degli anni '60 e '70. Con Pino Masi e Joe Fallisi scrive La ballata del Pinelli.